# Baix Ebre
Baix Ebre (hiszp. Bajo Ebro) – comarca (powiat) w Hiszpanii w regionie Katalonia. Zajmuje powierzchnię 1034,8 km² i liczy 74 962 mieszkańców. Siedzibą comarki jest Tortosa, będąca jednocześnie największym miastem.

## Gminy
- La Aldea (L'Aldea)
- Aldover
- Alfara de Carles
- La Ametlla de Mar (L'Ametlla de Mar)
- La Ampolla (L'Ampolla)
- Benifallet
- Camarles
- Cherta (Xerta)
- Deltebre
- Paüls
- Perelló (El Perelló)
- Roquetas (Roquetes)
- Tivenys
- Tortosa